# P-Cumarsäure
p-Cumarsäure (4-Hydroxyzimtsäure) ist eine organische Verbindung aus der Gruppe der Hydroxyzimtsäuren. In der Literatur ist meist das (E)-Isomer gemeint, daneben ist auch (Z)-p-Cumarsäure bekannt.

## Natürliches Vorkommen

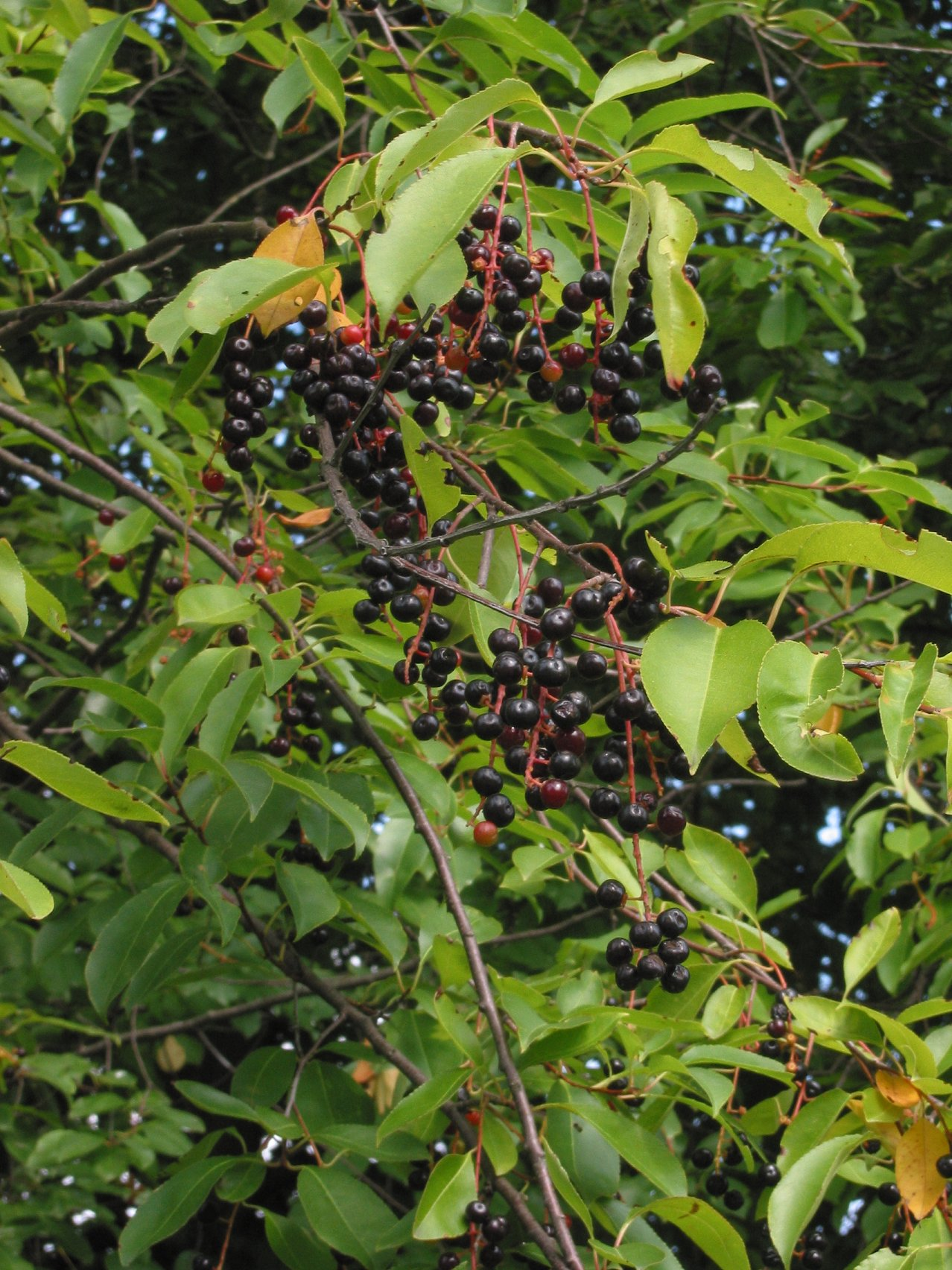
Spätblühende Traubenkirsche (Prunus serotina)

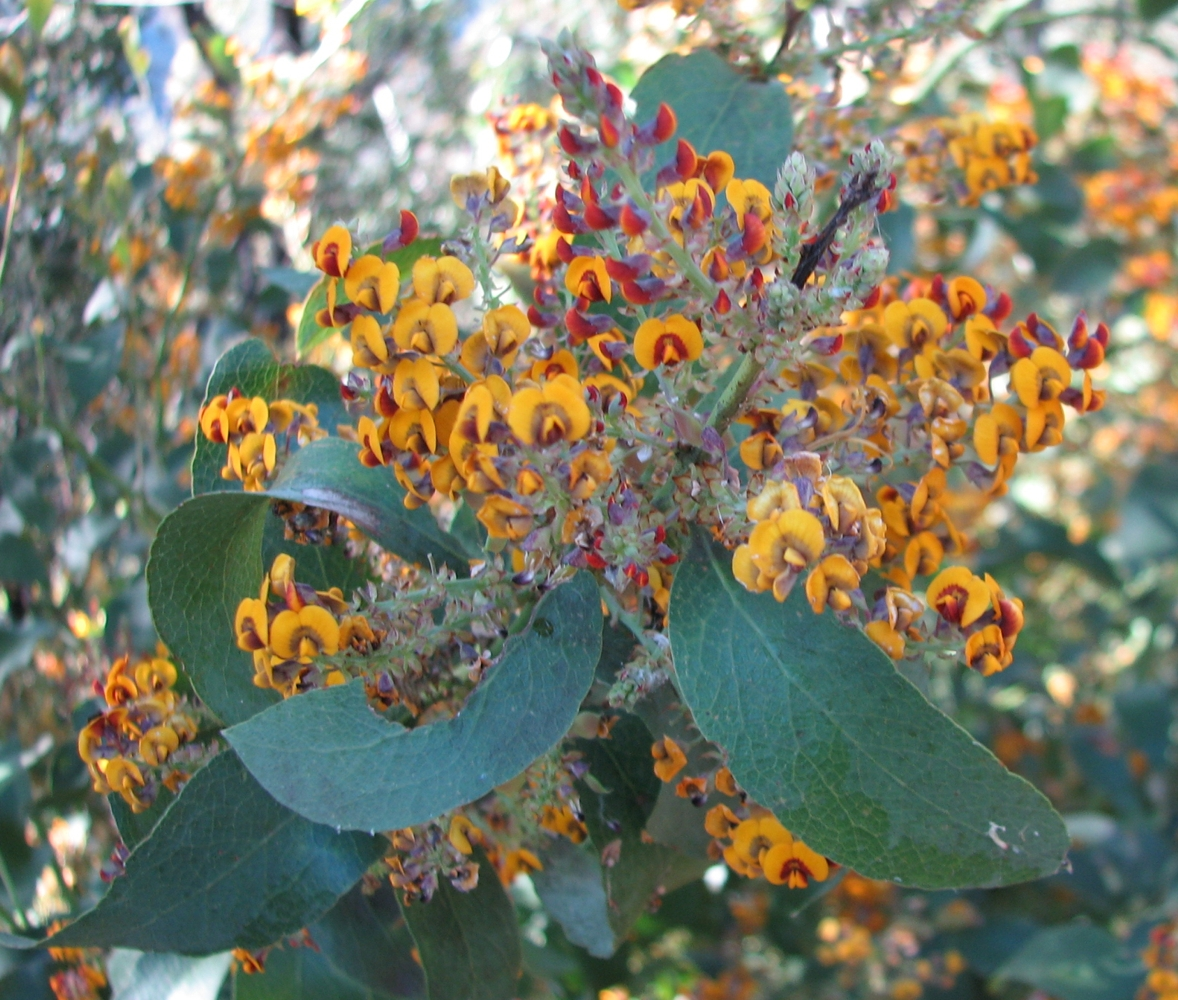
Daviesia latifolia

Im Pflanzenreich ist p-Cumarsäure sehr verbreitet und kommt z. B. in den Blättern des Gewöhnlichen Trompetenbaums (Catalpa bignonioides), von Majoran (Origanum majorana ), Basilikum (Ocimum basilicum) und der Europäischen Eibe (Taxus baccata), in den Früchten von Capsicum frutescens und Äpfeln (Malus domestica), den Kernen von Sonnenblumen (Helianthus annuus) und Anis (Pimpinella anisum), in der Rinde der Spätblühenden Traubenkirsche (Prunus serotina) sowie in Wiesen-Klee (Trifolium pratense), Ananas (Ananas comosus) und Daviesia latifolia vor.

## Anwendungen
p-Cumarsäure wird bei einer Proteindetektion durch Western Blot mit Chemilumineszenz als Reaktionsverstärker (engl. sensitiser) verwendet.

## Externe Links zu erwähnten Verbindungen
1. ↑  Externe Identifikatoren von bzw. Datenbank-Links zu (Z)-4-Hydroxyzimtsäure:  CAS-Nr.: 4501-31-9, EG-Nr.: 224-813-7, ECHA-InfoCard: 100.022.559, PubChem: 1549106, ChemSpider: 1266072, Wikidata: Q27102404.